# Piattaforma Volkswagen MQB

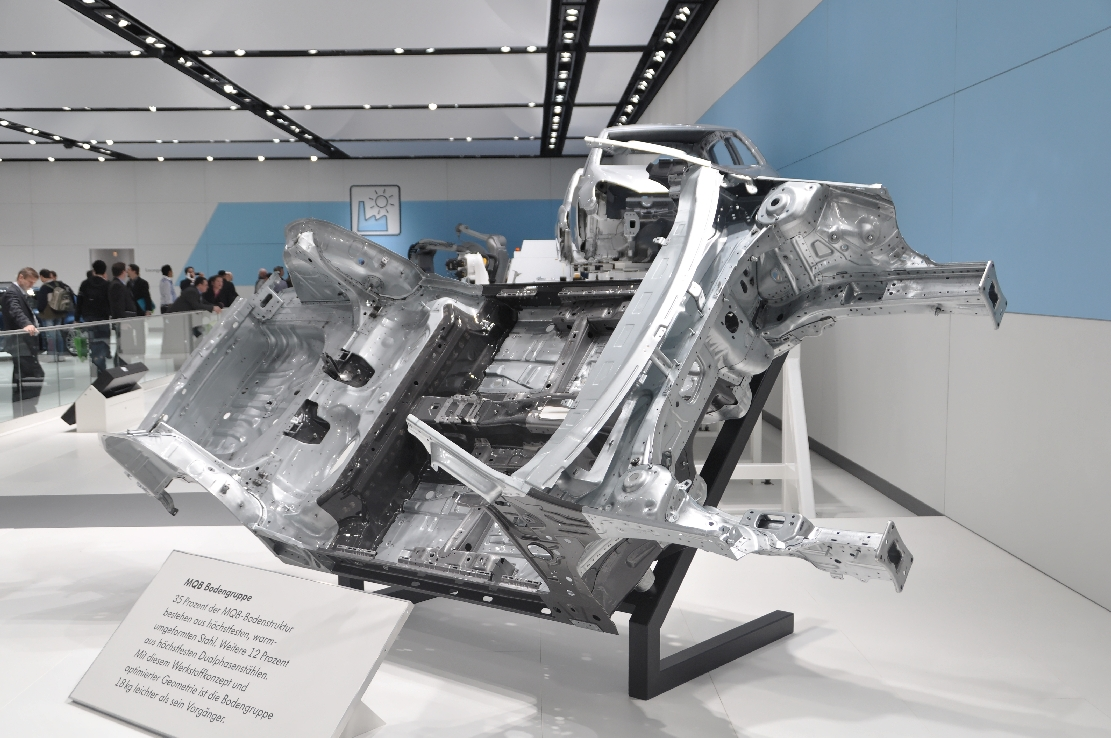
La piattaforma MQB in esposizione.

La piattaforma – o pianale – Volkswagen MQB (in tedesco MQB Bodengruppe, "piattaforma MQB") è un tipo di piattaforma modulare per automobili sviluppata dal gruppo Volkswagen e dalle sue filiali. È utilizzato nei modelli di Audi, SEAT, Cupra, Škoda, Volkswagen.

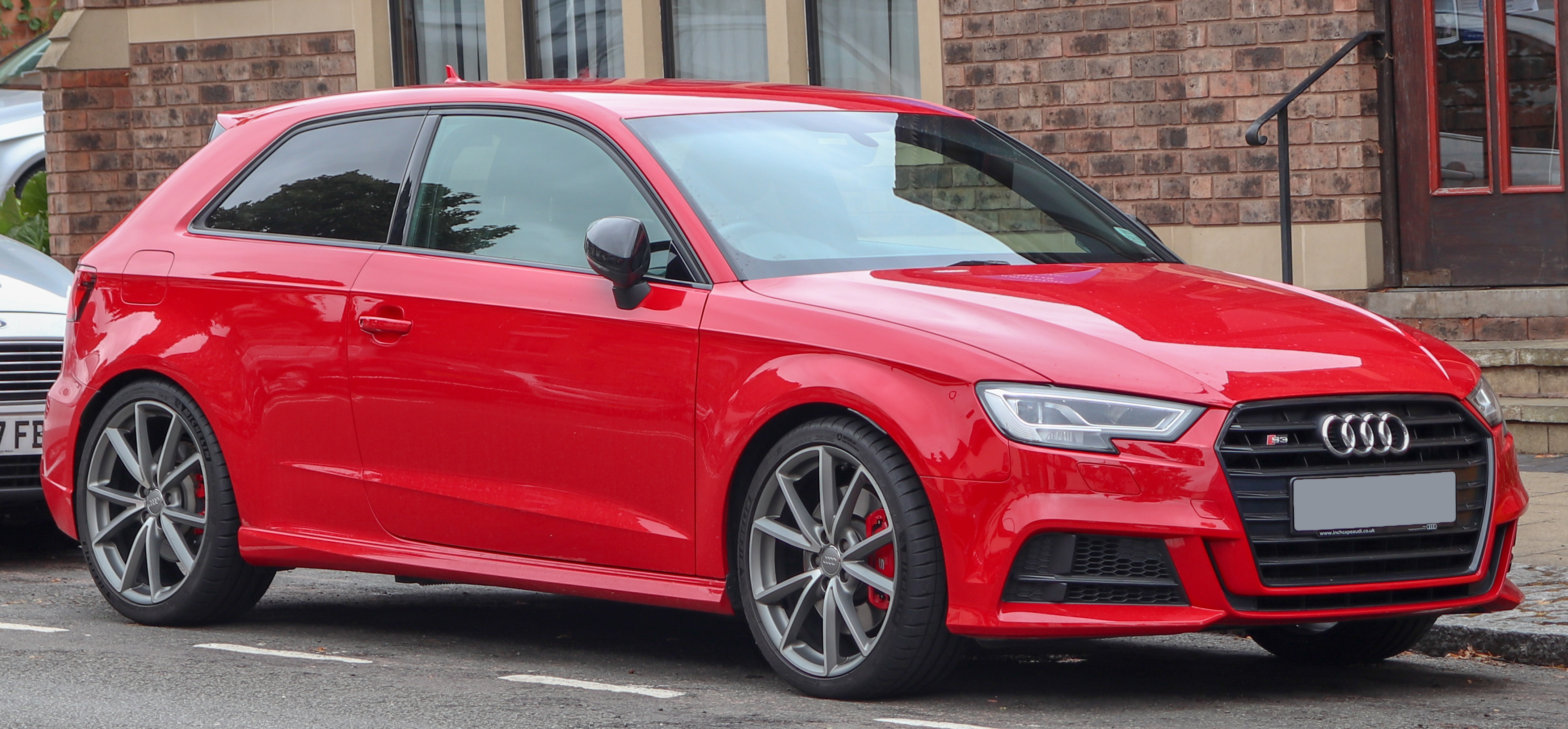
A3 8V ha portato al debutto la piattaforma MQB

La sigla MQB in tedesco sta per Modularer Querbaukasten.

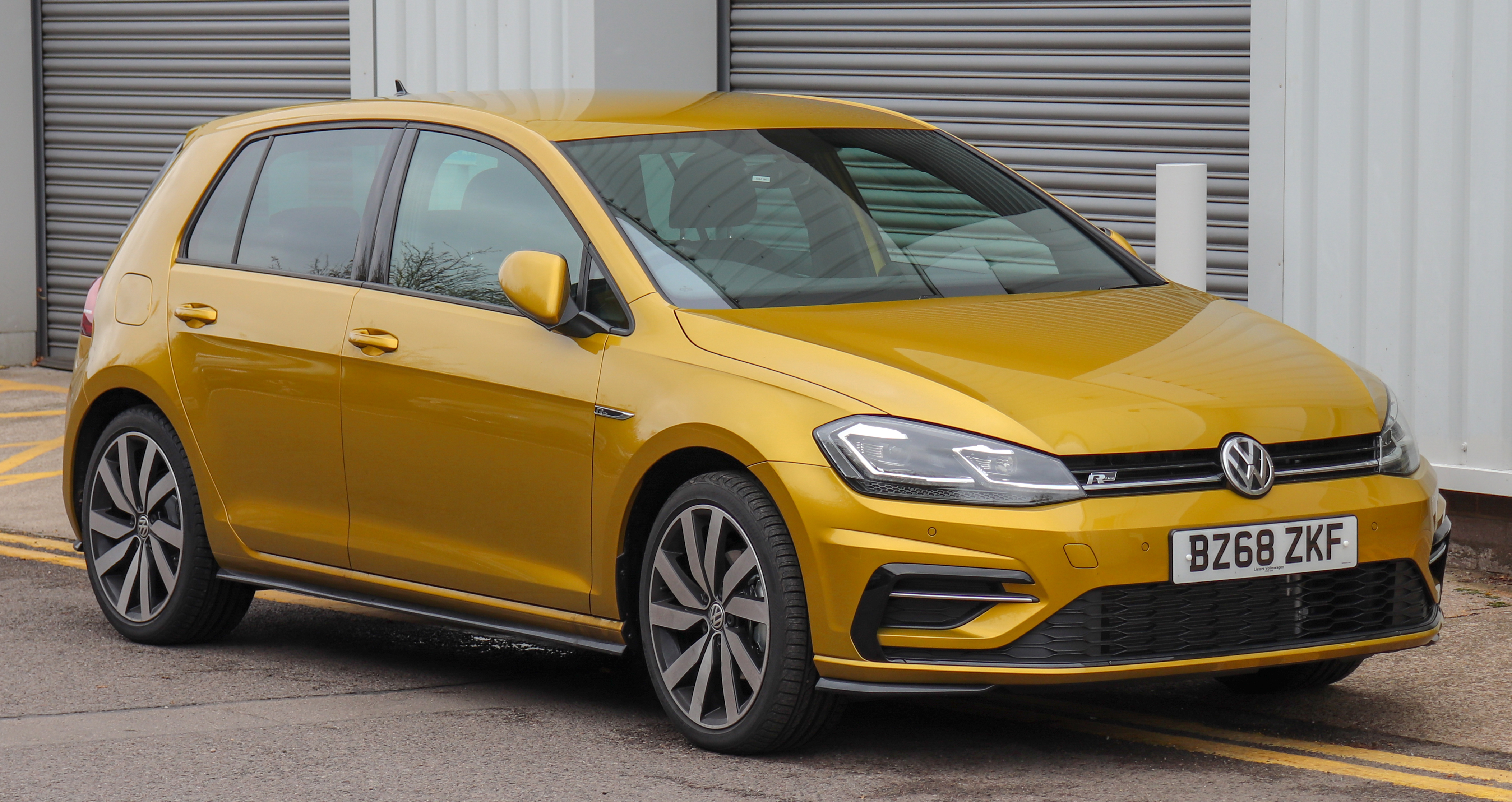
Golf 7

## Descrizione
La piattaforma MQB è stata creata dal Gruppo VAG per la costruzione attraverso un sistema modulare condiviso le automobili aventi motore trasversale/anteriore e trazione anteriore (con disposizione opzionale anche 
le quattro ruote motrici). È stata introdotta per la prima volta sulla Audi A3 8V e poi dalla Volkswagen Golf VII alla fine del 2012. 
Volkswagen ha speso circa 8 miliardi di dollari  per sviluppare, progettare e ingegnerizzare questa piattaforma. La piattaforma è alla base di un'ampia gamma e varietà di auto, dalle utilitarie alle SUV e berline di medie dimensioni. La MQB consente al gruppo Volkswagen la flessibilità di spostare la produzione secondo necessità tra i suoi diversi stabilimenti. La MQB fa parte del programma MB (Modularer Baukasten o matrice modulare) di VW, che include anche la piattaforma Volkswagen MLB che riprende la stessa filosofia costruttiva, ma impiegata per veicoli di alta gamma con motore longitudinale. Pertanto la MQB consente di condividere il montaggio del motore per tutte le trasmissioni (ad esempio benzina, diesel, gas naturale, ibrido o elettrico), oltre a ridurre peso. Il concetto consente di produrre diversi modelli nello stesso stabilimento, con un ulteriore risparmio sui costi.